# 32855 Zollitsch
32855 Zollitsch è un asteroide della fascia principale. Scoperto nel 1992, presenta un'orbita caratterizzata da un semiasse maggiore pari a 2,605603 UA e da un'eccentricità di 0,192511, inclinata di 2,820011° rispetto all'eclittica. Ha un diametro di 4,975 km e un'albedo di 0,031.
Il nome ricorda il vescovo tedesco Robert Zollitsch.